# Atta (geslacht)
Atta is een geslacht van mieren uit de onderfamilie Myrmicinae.

## Soorten
Deze lijst van negentien soorten is mogelijk niet compleet.
- A. bisphaerica (Forel, 1908)
- A. capiguara (Gonçalves, 1944)
- A. cephalotes (Linnaeus, 1758)
- A. colombica (Guérin-Méneville, 1844) – Parasolmier
- A. cubana (Fontenla Rizo, 1995)
- A. dissimilis (Jerdon, 1851)
- A. domicola (Jerdon, 1851)
- A. goiana (Gonçalves, 1942)
- A. insularis (Guérin-Méneville, 1844)
- A. laevigata (Smith, F., 1858)
- A. mexicana (Smith, F., 1858)
- A. opaciceps (Borgmeier, 1939)
- A. pilosa (Buckley, 1867)
- A. robusta (Borgmeier, 1939)
- A. saltensis (Forel, 1913)
- A. sexdens (Linnaeus, 1758)
- A. tardigrada (Buckley, 1867)
- A. texana (Buckley, 1860)
- A. vollenweideri (Forel, 1893)